# Herbert Wursthorn
Herbert Wursthorn (Würtingen, 22 giugno 1957) è un ex mezzofondista tedesco, vincitore della medaglia d'oro ai campionati europei indoor di Grenoble 1986.

## Biografia
Nel 1980 vinse la medaglia di bronzo negli 800 m agli europei indoor di Sindelfingen con un tempo di 1'50"4, terminando dietro al francese Roger Milhau e all'ungherese András Paróczai. Un anno dopo, agli europei indoor di Grenoble 1981 si laureò campione europeo grazie al tempo di 1'47"70, precedendo sul podio l'ungherese András Paróczai e lo spagnolo Antonio Páez. 
Ai campionati tedeschi è stato spesso all’ombra di Willi Wülbeck. Si è classificato secondo nei campionati all’aperto nel 1985 e ha ottenuto il titolo di vicecampione indoor nel 1980 e nel 1986. Il suo record personale di 1'46"75 minuti, stabilito nel 1980 a Varsavia.
Con la staffetta del VfB Stuttgart ha vinto quattro titoli di campione tedesco nella 4×800 m tra il 1982 e il 1985, mentre nelle competizioni indoor ha conquistato il titolo con la staffetta nel 1981 e dal 1983 al 1985 per un totale di quattro titoli.
Oggi Herbert Wursthorn lavora come psicologo diplomato presso il centro olimpico di Stoccarda.

## Palmarès
| Anno | Manifestazione | Sede         | Evento      | Risultato | Prestazione | Note |
| ---- | -------------- | ------------ | ----------- | --------- | ----------- | ---- |
| 1980 | Europei indoor | Sindelfingen | 800 m piani | Bronzo    | 1'50"4      |      |
| 1981 | Europei indoor | Grenoble     | 800 m piani | Oro       | 1'47"70     |      |